# Relaciones El Salvador-India
Las Relaciones El Salvador-India se refieren a las relaciones entre El Salvador y la India. El Salvador mantiene una Embajada en Nueva Delhi y un Consulado Honorario en Bangalore. La Embajada de India en Guatemala se encuentra acreditada ante El Salvador. India también mantiene un Consulado Honorario en San Salvador.

## Historia
Las relaciones diplomáticas entre El Salvador y la India se establecieron el 12 de febrero de 1979. La Embajada de El Salvador en Londres fue acreditada simultáneamente en la India hasta junio de 2008, cuando El Salvador abrió su Embajada en Nueva Delhi. La Embajada de la India en la Ciudad de Panamá fue inicialmente acreditada simultáneamente a El Salvador, pero esto fue cambiado más adelante a la embajada de la India en Ciudad de Guatemala.
Los dos países firmaron un Memorando de Entendimiento sobre la celebración de consultas regulares entre sus respectivas Cancillerías en febrero de 2004. Las primeras Consultas de Relaciones Exteriores entre El Salvador e India se celebraron en agosto de 2012. El mismo mes firmaron un acuerdo de cooperación en Ciencia, tecnología e innovación. 
En noviembre de 2010, el embajador salvadoreño en la India, Zamora Rivas, declaró que la India era "muy importante para nuestros planes futuros de El Salvador" con respecto al aumento de los lazos comerciales del país con Asia.
Los ministros de Relaciones Exteriores de El Salvador, María Eugenia Brizuela de Ávila, Francisco E. Laínez y Hugo Martínez visitaron la India en febrero de 2004, marzo de 2007 y marzo de 2011 respectivamente. La vicepresidenta Ana Vilma de Escobar visitó el país en enero de 2008 para asistir a la Cumbre de la Asociación CII. Varios otros ministros salvadoreños también han visitado el país. Desde la India, las visitas de nivel más alto a El Salvador han sido a nivel de ministro de Estado.
En marzo de 2011, los dos países firmaron un Memorando de Entendimiento sobre Pesca y Acuicultura.

## Comercio
El comercio bilateral entre El Salvador y la India ascendió a US $ 74,72 millones en 2015-16, registrando un crecimiento de 4.15% con respecto al anterior. India exportó bienes de $ 68.54 millones a El Salvador e importó $ 6.18 millones. Los principales productos exportados por la India a El Salvador son productos farmacéuticos, tejidos, productos químicos orgánicos, artículos de plástico y plástico. Los principales productos importados por la India de El Salvador son la madera, los productos de madera, el hierro y el acero.
Ha habido varias visitas de comercio y otras delegaciones de El Salvador y la India a los países del otro.

## Relaciones culturales
El Salvador compró un elefante de la India en 1955 para el Parque Zoológico Nacional de San Salvador, el zoológico nacional de San Salvador. El elefante indio, llamado Manhewla (del nombre sánscrito Manjula), se convirtió posteriormente en un icono nacional y es el único elefante que haya vivido en El Salvador. A su muerte en enero de 2011, su cuerpo fue guardado por la noche para  velación , una ceremonia de bendición en El Salvador en la que amigos y familiares se reúnen alrededor de los fallecidos y cantan. Manhewla se convirtió en el primer animal en recibir el honor de su propia  velacion .
La única presencia indígena en El Salvador es un pequeño número de monjas que trabajan con las Misioneras de la Caridad. En diciembre de 2016, había menos de 12 indios en El Salvador.

## Ayuda externa
India donó ₹ 5 medicamentos a El Salvador después del huracán Mitch en 1998. Otros 10.000 dólares de medicamentos fueron donados en agosto de 2005 y 18 Bajaj de tres ruedas fueron donados en noviembre de 2005. El Gobierno de la India anunció una línea de 15 millones de dólares En marzo de 2007. La India ofreció una línea de crédito adicional de $ 10 millones durante la reunión de diálogo de nivel de ministro de Relaciones Exteriores entre la India y el SICA en junio de 2008. Sin embargo, a diciembre de 2016, El Salvador no pudo obtener estas líneas de crédito debido A las restricciones a los préstamos impuestas al país por el FMI.
India y El Salvador un memorando de entendimiento para establecer un Centro de Capacitación de TI en San Salvador con ayuda de la India en 2008. El Centro fue inaugurado en junio de 2008 y fue operado por NIIT durante los dos primeros años. NIIT continuó sus operaciones por tercer año a solicitud del Gobierno salvadoreño, antes de entregar el Centro a El Salvador en junio de 2011.
India donó $ 250,000 para proporcionar alivio después del huracán Ida en noviembre de 2009 y $ 100,000 en las secuelas de la Depresión Tropical 12-E a finales de 2011.
En el marco del programa ITEC, India envió a la Dra. Anitha Karun, Científica Principal (Horticultura) y experta en frutas tropicales, coco y mango, trabajó con el Centro Nacional de Investigación Agrícola de El Salvador en julio-agosto de 2013.
Los ciudadanos de El Salvador son elegibles para becas en el marco del Programa de Cooperación Técnica y Económica de la India y del Consejo Indio de Relaciones Culturales.